# Џаинизам
Џаинизам или ђаинизам, традицинално познат као џаина дарма, уз хиндуизам и сикизам је једна од три највеће индијске религије. Џаинизам прописује животни пут ослобођен сваког насиља према било ком живом бићу. Уз то се наглашава духовна независност и једнакост између свих облика живота. Џаине сматрају да су ненасиље и самоконтрола начини којима се постиже ослобођење — џаина. Постоје две велике струје — дигамбару и светамбару. Обе проповедају строги аскетизам, радикално ослобођење од материјалног и вегетаријанство.
Џаинизам је једна од најстаријих религија света. Џаинизам је настао у 8. или 7. веку п. н. е. у долини реке Ганг, у подручју које отприлике покрива данашња индијска држава Бихар. Верници своју историју рачунају кроз смењивање двадесет и четири првобитна заговорника њихове вере, а које називају тиртанкарама (tirthankara). Последњи од њих је Махавира, у чијој се ери свет тренутно налази. Дуги низ година џаинизам је био државна религија индијских држава и свих људи Индијског потконтинента. Од осмог века нове ере број верника је драстично опао, а већинско становништво практикује хиндуизам или ислам.
Данас су џаине верска мањима у Индији, са 4,2 милиона верника. Мале али значајне мањине односно имигрантске заједнице налазе се у Белгији, Канади, Хонгконгу, Јапану, Сингапуру и САД. Џаине су најписменија друштвена заједница у Индији (са чак 94,1% писмених припадника), а њихови списи спадају у најстарије у држави. Махатма Ганди, познат по строгом придржавању џаинске филозофије ненасиља, био је присталица ове религије.

## Назив
Реч џаинизам изведена је од санскритског глагола џаина (позападњачено као џаин - jin) у значењу "победник", што је титула за џаинске мудраце. Ова игра речи односи се на вечну борбу страсти и телесних ужитака са једне и јаке воље и других позитивних вредности коју верници треба да поседују како би достигли џаину са друге стране. Исти назив носе све особе које су у овој верској борби успешно победиле.
Победа ових учитеља над страстима и обманама чула омогућила им је да постигну просветљење, а тиме ослобађање из круга препорађања, које се описује као стање чистог блаженства, знања и енергије. Пошто током свог живота сваки од ових ђина оснива заједницу монаха, монахиња и следбеника, фигуративно названих "преласком" (санскритски tirtha) преко бујице препорађања, сваки од њих, такође, носи заједнички назив tirthankara, "градитељ прелаза".

## Историјат
Иако џаинизам сматра да у сваком светском циклусу постоји низ од 24 "градитеља прелаза", при чему се циклус замишља као непрекидно окретање точка, научници се слажу да су једино последња два члана тог низа, Паршва и Махавира, историјске личности. Обојица су живела у времену великих друштвено-политичких промена и настајања разних религијских праваца у северној Индији. Древни пасторални начин живота, организован око индоаријског култа жртве, а описан и тумачен у текстовима који се заједнички називају Веде (око 1200-800. п. н. е.), као и ауторитет браманске свештеничке касте, полако су били замењивани урбанизацијом и комплексним државним системом, на чијем челу се налазио краљ, поседник до тада незабележене моћи. Аскетски начин живота какав су водили Паршва и Махавира био је уобичајени одговор на друштвену и интелектуалну нестабилност тога доба.
Не постоје записи из времена Паршве, те смо слику о њему принуђени да конструишемо на основу каснијих извора. Највероватније да је живео у 8. или 7. веку пре наше ере. Приказиван је као принц, слично свим другим тиртанкарама, који су још у пуној снази одбацили овај свет и, живећи као лутајуће аскете достизали просветљење. Чини се да је његово учење укључивало космологију и морални кодекс који се заснивао на ненасиљу, нелагању, неузимању било чега што није дато и одустајању од сваког поседа. Овај морални кодекс, уз додатак уздржавања од секса, представља пет великих завета које је Махавира препоручивао свим ђаинским аскетама и он се следи све до данас.
Махавира се обично схвата као утемељитељ џаинизма, но има више основа да га сматрамо проширитељем Паршвиног учења. Традиционално се његов живот смешта између 599. и 527. године пре наше ере, иако ти датуми могу бити и нешто каснији. Махавирино основно учење изведено је из његовог схватања да је сва патња у овом свету изазвана насиљем над душом, која живи у телесном облику на свим нивоима егзистенције, те да то спутава унутрашњи духовни потенцијал сваког појединог бића. Начин да се умањи ово насиље и достигне избављење од препорађања јесте у смиривању телесних чула и уздржавању од деловања, колико год је то могуће, углавном удаљавањем од заједнице и њених материјалних брига. Ђаинско учење истиче значај ненасиља (ахимса) за сва бића и значај аскетизма. Вегетаријанизам је кроз читаву ђаинску историју исто тако био врло важан елемент.

## Доктрина
Џаинизам је религија која у своје средиште ставља људска бића и њихове проблеме. Он учи да је универзум вечан и да нема свог творца. Иако богови постоје у читавом низу небеса смештених изнад света људи, они немају утицаја на њега и сами ће једнога дана престати да буду богови, те се поново родити.
Ђаинско учење описује да је стварност састављена од две категорије: џива - то јест душа (коју у изворном облику карактеришу квалитети потпуног знања, енергије и блаженства); и неџива, то јест атоми (основни квалитети су им кретање и мировање) и етер, који заједно чине материјални свет, тамницу џиве. Џаинизам подучава духовном путу којим душа успева да побегне од утицаја карме (коју души привлаче дела насиља) и ослободи се из круга препорађања.

### Ненасиље (ахимса)
Принцип ахимсе (ненасиља или неповређивања) је фундаментално начело џаинизма. Верује се да особа мора да напусти све насилне активности, и без такве посвећености ненасиљу, сва верска понашања су безвредна. У ђаинској теологији, није битно колико коректно или дефанзивно насиље може да буде, особа не сме да убије било које биће, и „ненасиље је једна од највиших религиозних дужности”.
Ђаински текстови као што су Скаранга Сутра и Татвартасутра наводе да особа мора да се одрекне свог убијања живих бића, било малих или великјих, покретних или непокретних. Њихова теологија учи да се не сме убити било које живо биће, нити проузроковати нечије убиство, нити се сложити са било каквим убијањем директно или индиректно. Штавише, џаинизам наглашава ненасиље против свих бића не само у акцији, већ и у говору и у мислима. Наводи се да уместо мржње или насиља против било кога, „сва жива бића морају помоћи једни другима”. Насиље негативно утиче и уништава душу, нарочито када је насиље учињено са намером, мржњом или безбрижношћу, или када се индиректно узрокује или пристане на убијање људског или нељудског живог бића.
Идеја о поштовању ненасиља (ахимса) је присутна у хиндуистичким и будистичким канонским текстовима, и могуће је да она води порекло из старијих браманских ведских размишљања. Међутим, ни једна друга индијска религија није развила доктрину ненасиља и његових импликација у свакодневном животу у мери у којој је то случај са џаинизмом.
Неки ђаински научници интерпретирали су теолошку основу о ненасиљу као највишој верској дужности да се „не треба водити заслугом од давања или саосећања са другим створењима, нити дужношћу да се спасу сва створења”, већ да је оно резултат „континуиране самодисциплине”, чишћења душе које води до сопственог духовног развоја који на крају утиче на спасење и ослобађање од поновних рађања. Узроковање повреде било којег бића у било ком облику ствара лошу карму, што утиче на поновно рођење особе, будуће благостање и испаштање.
Касни средњовековни ђаински учењаци су преиспитали ахимса доктрину кад је особа суочена са спољашњом опасношћу или насиљем. На пример, они су оправдали насиље монаха да би заштитили калуђерице. Према Дандасу, јаинском учењаку Ђинадата Сури је писао у време муслиманских разарања храмова и прогона, да „свако ко учествује у религиозним делатностима и ко је био присиљен да се бори и убије некога није изгубио било какву духовну заслугу, већ је остварио спасење”. Међутим, такви примери у ђаинским списима који опраштају борбу и убијања под одређеним околностима, релативно су ретки.

### Многострана реалност ()
Други главни принцип џаинизма је анекантавада или анекантатва. Реч anekāntavāda је изведена из anekānta („не једностраност”, „многостраност”, или „многострукост”) и vada (доктрина, начин).
Доктрина анекантавада наводи да су истина и стварност сложени и увек имају више аспеката. Стварност се може искусити, али није је могуће потпуно изразити језиком. Човеков покушај комуницирања је Naya, објашњен као „делимичан израз истине”. Језик није истина, већ средство и покушај исказивања истине. Из истине, према Махавири, језик враћа, а не обрнуто. Може се искусити истина укуса, али се не може у потпуности изразити тај укус кроз језик. Сваки покушај изражавања тог искуства је syāt, или ваљан „у неком погледу”, али то и даље остаје „можда, само једна непотпуна перспектива”. На исти начин, духовне истине су сложене, имају вишеструке аспекте, а језик не може изразити њихов плуралитет, али кроз напор и одговарајућу карму могу се доживети.
Анекантавада премиса џаинизма је древна, што је евидентно по њеном помињању у будистичким текстовима као што је Саманафала Сута. Ђаин Агамас сугерише да је Махавирин приступ пружања одговора на сва метафизичко филозофска питања било „квалификовано да” (syāt). Ови текстови идентификују анекантавада доктрину као једну од кључних разлика између учења Махавире и Буде. Буда је поучавао средишњи пут, одбацујући крајности одговора „то јесте” или „то није” на метафизичка питања. Махавира, у контрасту с њим, учио је своје следбенике да прихвате оба одгороа, „то јесте” и „то није”, са „можда” квалификацијом и са спремношћу за разумевањем апсолутне реалности. Syādvāda (логичко предвиђање) и nayavāda (епистемолошка перспектива) џаинизма проширују концепт анекантаваде. Syādvāda препоручује изражавање анеканте путем префиксирање епита syād свакој фрази или изразу који описују „перманентно постојање”. Нема Бога креатора у џаинизму; постојање нема ни почетак нити крај, а трајно биће је концепционисано као jiva (душа) и ajiva (материја) унутар дуалистичког оквира анекантаваде.
У савременим временима, према Полу Дандасу, доктрину анекантавада многе џаине тумаче да је намењена да „промовише универзалну религиозну толеранцију”, и учење „плуралности” и „бенигног односа према другим [етичком, верским] позицијама”. Ово је проблематично и погрешно тумачење ђаинских историјских текстова и Махавировог учења, наводи Дандас. „Многостраност, вишеперспективност” учења Махавире су доктрина о природи апсолутне стварности и људске егзистенције, и то се понекад назива и доктрином „неапсолутизма”. Међутим, то није доктрина о толерисању и одобравању активности као што су жртвовања и убијања животиња за храну, нити насиља над неверницима или било којим другим живим бићем као „можда оправданим” чином. Пет завета за ђаинске монахе и монахиње, на пример, су строги захтеви, и не постоји „можда” или „то је само једна перспектива” о њима. Слично томе, од давнина је џаинизам коегзистирао је с будизмом и хиндуизмом, према Дандасу, али је џаинизам био веома критичан према системима знања и идеологијама својих ривала, и обратно.

## Галерија
- индијски храм Ранкпур
- индијски храм Ранкпур
- верници који се моле
- уметност и писмо